# Ekenäs, Motala
Ekenäs är en stadsdel i Motala, Motala kommun, Östergötland. Området, som ligger vid Motala Ström, utgörs främst av radhus och hyreshus. Ekenäs Lärcenter är inhyst i gamla industrilokaler. I anslutning till området ligger Sjöbo-Knäppans naturreservat.